# شارل-اوگوستن سنت-بوو

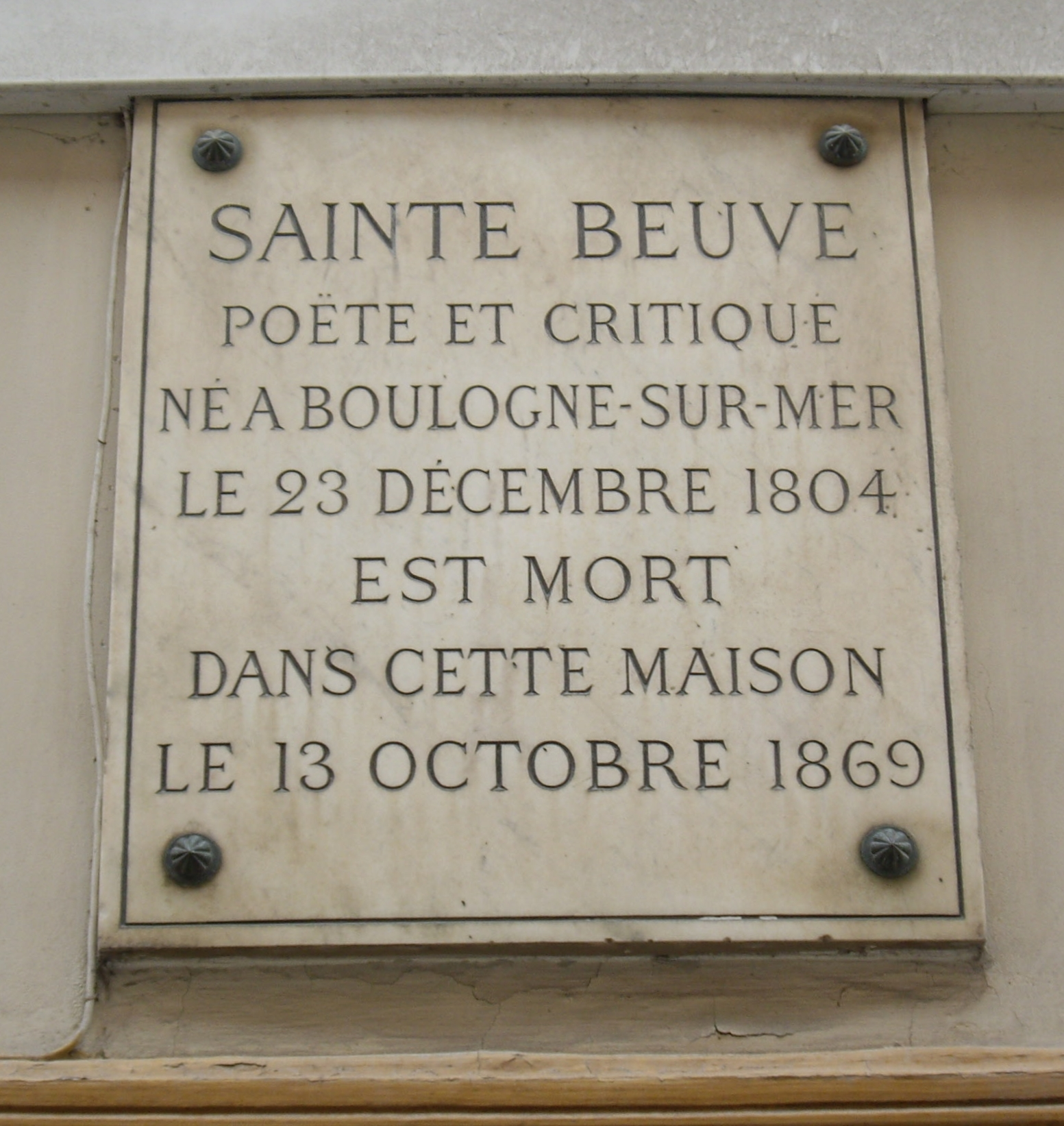
پلاک یادبود، خیابان ۱۱ مونپارناس، پاریس.

شارل-اوگوستن سنت-بوو (به فرانسوی: Charles-Augustin Sainte-Beuve) نویسنده، شاعر و منتقد ادبی قرن نوزدهم میلادی اهل فرانسه است.

## زندگی
وی در بولون متولد شد، در آنجا محصل بود و در کالج شارلمانی پاریس (۱۸۲۷–۱۸۲۴) در رشته پزشکی تحصیل کرد. در سال ۱۸۲۸، در بیمارستان سن لوئی خدمت کرده و اوایل سال ۱۸۲۴، با مقالات ادبی و آثار جمع‌آوری شده با روزنامه گلوب همکاری نمود و در سال ۱۸۲۷ با نقد و بررسی قصیده‌ها و بالادهای ویکتور هوگو، به همکاری نزدیک با هوگو و سناکل در حلقه ادبیات پرداخت که سعی در تعریف ایده‌های رومانتیسم در حال ظهور و مبارزه با فرمالیسم کلاسیک داشت.